# 東濃西部総合庁舎

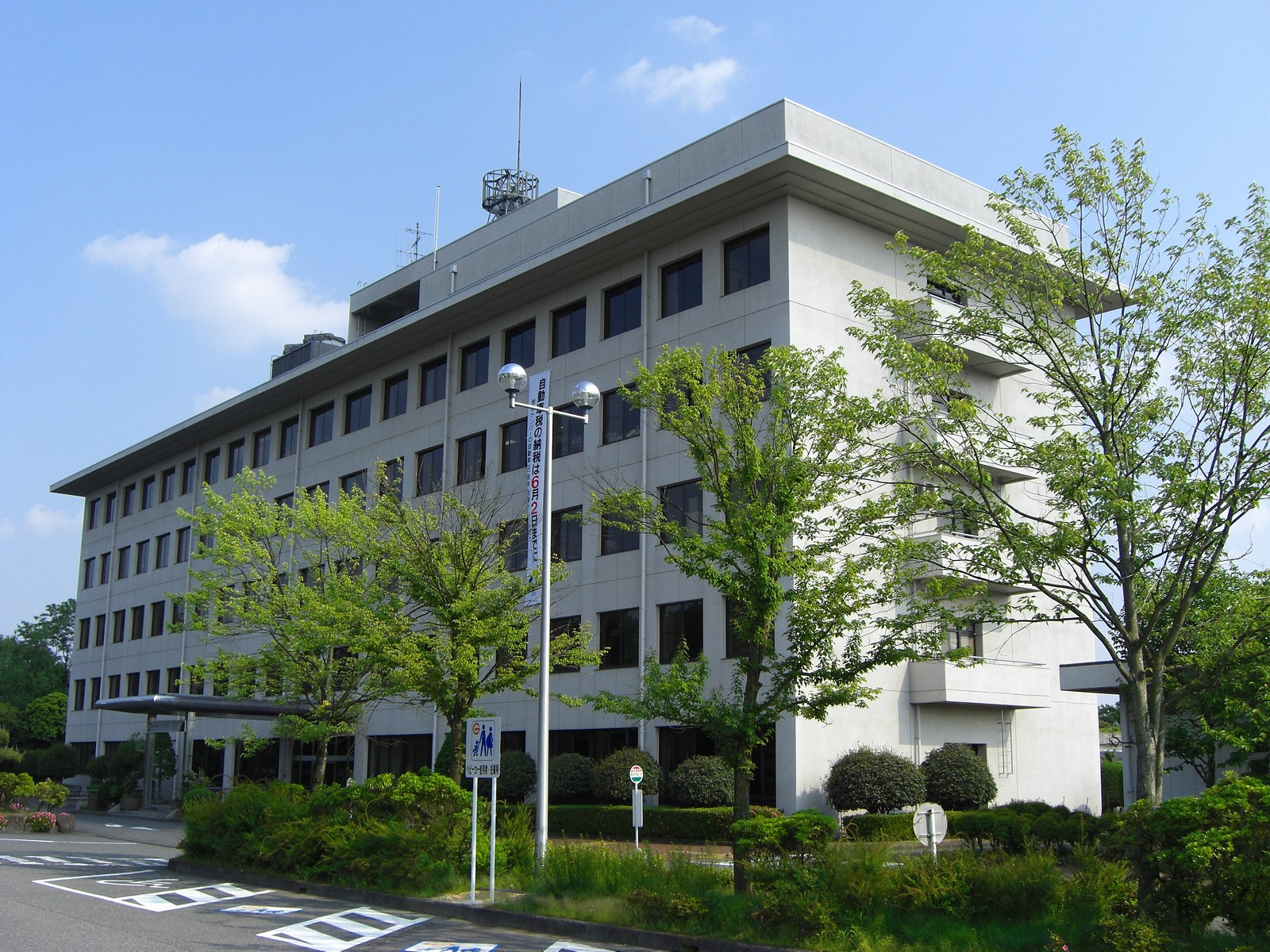
東濃西部総合庁舎（2008年撮影）

東濃西部総合庁舎（とうのうせいぶそうごうちょうしゃ）とは岐阜県多治見市にある公共施設。正式名は岐阜県東濃西部総合庁舎。

## 東濃西部総合庁舎
多治見市、瑞浪市、土岐市を管轄する岐阜県の現地機関、公共団体が入居している施設。
庁舎は5階建てで、虎渓山の山頂に位置し、屋上部南側外壁の「土と炎」の赤い文字が目に付く。この文字は、1989年（平成元年）の「国際陶磁器フェスティバル美濃」をPRするために、同フェスティバル実行委員会が、加藤卓男氏（当時の美濃陶芸協会長、後に重要無形文化財保持者（人間国宝）。故人）に依頼したものとされている 。

### 主な機関・団体
- 東濃県事務所（４階）
- 東濃県税事務所（２階）
- 東濃保健所（２階）
- 東濃子ども相談センター（別棟）
- 東濃農林事務所（３階）
- 多治見土木事務所（３階）
- 東濃建築事務所（４階）

### 所在地
- 岐阜県多治見市上野町5-68-1

### 交通機関
- JR中央本線・太多線 多治見駅より多治見駅前バスターミナル北口のりば
  - 東鉄バス：小名田線「小名田小滝」行きで「虎渓山口」バス停下車、徒歩で約7分。
  - 平日の一部バスは、「東濃西部総合庁舎前」バス停下車、徒歩ですぐ。

## 恵那総合庁舎
中津川市、恵那市を管轄する、岐阜県における現地機関、公共団体が入居している施設。

### 主な機関・団体
- 恵那県事務所
- 東濃県税事務所恵那窓口コーナー
- 恵那保健所
- 恵那農林事務所
- 東濃家畜保健衛生所
- 恵那土木事務所
- 東濃教育事務所
- 病害虫防除所東濃支所

### 所在地
- 岐阜県恵那市長島町正家1067-71

### 交通機関
- JR中央本線 恵那駅南口より恵那駅前バスのりば
  - 東鉄バス：「雀子ケ根」バス停下車、徒歩で約10分。
- 明知鉄道明知線 東野駅より徒歩で約10分。

## 岐阜県の総合庁舎
- 西濃総合庁舎（大垣市）
- 可茂総合庁舎（美濃加茂市）
- 東濃西部総合庁舎（多治見市）
- 飛騨総合庁舎（高山市）
- 揖斐総合庁舎（揖斐川町）
- 中濃総合庁舎（美濃市）
- 郡上総合庁舎（郡上市）
- 恵那総合庁舎（恵那市）
- 下呂総合庁舎（下呂市）

※ 主要総合庁舎とされるのは、西濃、可茂、東濃西部、飛騨の4箇所である。